# Eleição para o Senado federal pela Flórida em 2012
A eleição para o senado do estado americano da Flórida foi realizada em 6 de novembro de 2012, simultaneamente com as eleições para a câmara dos representantes, para o senado, para alguns governos estaduais e para o presidente da república. O senador Bill Nelson concorreu a reeleição e enfrentou o representante Connie Mack IV. Nelson foi reeleito com 55,23% dos votos.

## Resultados
|  | Democrata   | Bill Nelson | 4.523.451 | 55,23% |
|  | Republicano | Connie Mack | 3.458.267 | 42,23% |
|  | Total:      |             |           |        |